# LHS 292

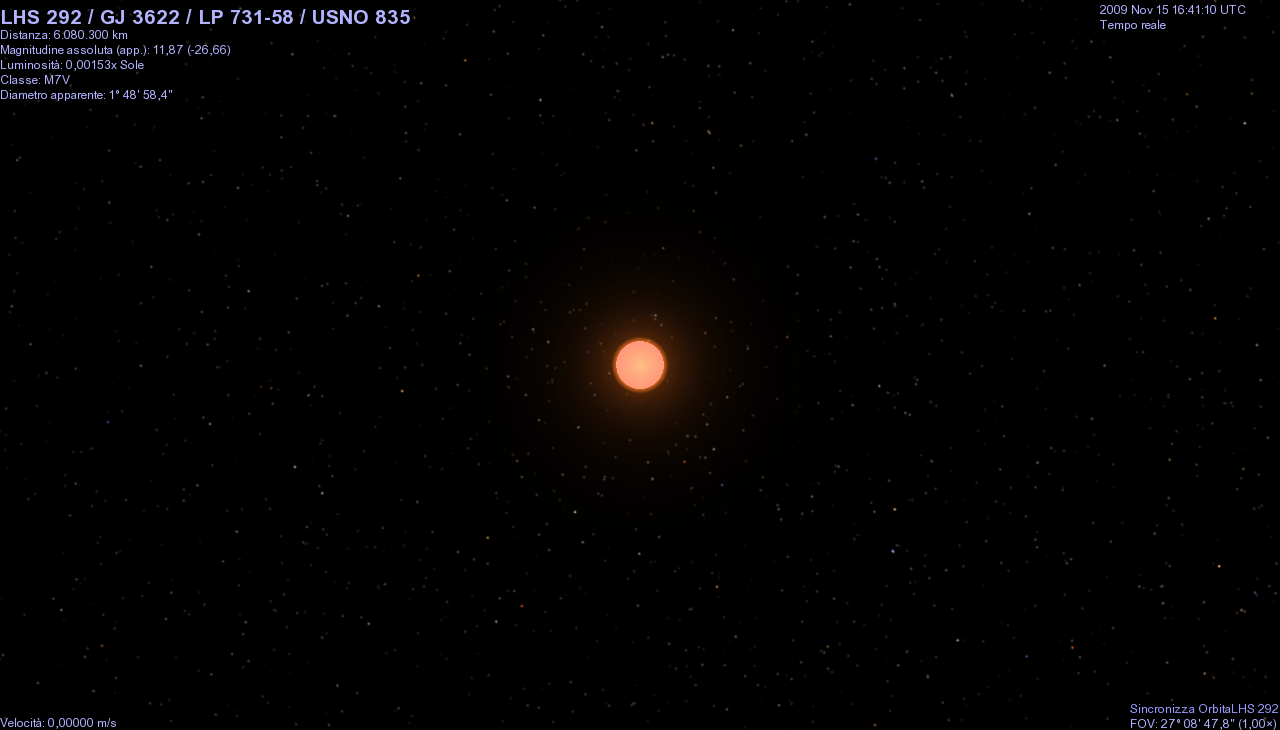

LHS 292는 육분의자리에 있는 적색 왜성으로 지구에서 14.8광년 떨어져 있다. 이 별은 지구에서 매우 가까움에도 불구하고 겉보기 등급은 15.60에 불과하여 맨눈으로 보기는 불가능하다. 분광형은 M6.5로 적색 왜성 중에서도 매우 어두운 편에 속한다. LHS 292는 플레어 별로 갑자기 광도가 몇 배로 증가하는 현상을 보여준다.

## 같이 보기
- 가까운 별 목록
- 적색 왜성